# Toni, männlich, Hebamme – Baby im Korb
Baby im Korb ist ein deutscher Fernsehfilm von Sibylle Tafel aus dem Jahr 2024. Es handelt sich um die neunte Episode der ARD-Reihe Toni, männlich, Hebamme mit Leo Reisinger als Münchner Hebamme Toni in der Hauptrolle. Die deutsche Erstausstrahlung erfolgte am 9. August 2024 auf dem ARD-Sendeplatz Endlich Freitag im Ersten.

## Handlung
Luise und Sami sind kurz davor sich zu trennen, als ihnen ein Findelkind vor die Tür gelegt wird. Sie kümmern sich liebevoll um den Kleinen, Toni findet derweil die Mutter und kümmert sich um sie und ihr „Messie-Syndrom“.
Franzl muntert seine depressive Mutter durch vermeintliche Briefe eines Jugendfreundes von ihr auf, bis sie ihn besuchen will. Franzl sucht den Jugendfreund gezwungenermaßen und engagiert ihn für ein Wochenende mit seiner Mutter.

## Produktion
Baby im Korb wurde vom 13. Juni bis zum 12. August 2022 in München und Umgebung gedreht. Produziert wurde der Film von der Bavaria Fiction.

## Rezeption

### Einschaltquote
Die Erstausstrahlung am 9. August 2024 im Ersten wurde von 2,61 Millionen Zuschauern gesehen, was einem Marktanteil von 12 % entspricht.

### Kritiken
Die Kritiker der Fernsehzeitschrift TV Spielfilm zeigten mit dem Daumen nach oben und vergaben für Humor einen und für Spannung ebenfalls einen von drei möglichen Punkten. Sie resümierten: „Leichte Babykost mit einem Löffelchen Schicksal.“
Tilmann P. Gangloff von Tittelbach.tv ist voll des Lobes über die Serie an sich und bemerkt, dass „Stojetz und Tafel die Kombination von Comedy und Drama auch in Baby im Korb wieder sehr gut gelungen [sei], selbst wenn sich die beiden Ebenen inhaltlich kaum überschneiden.“
Für Oliver Armknecht auf film-rezensionen.de hat der Film nicht „richtig viel Tiefgang“, vieles wiederhole „sich zu sehr, ohne dass die Geschichte oder die Charakterisierung vorangetrieben würde.“ Aber „[...] die Absicht der Reihe, hier wie auch bei vergangenen Filmen gesellschaftliche Themen aufzugreifen, [ist] natürlich nicht verkehrt. Es gibt auch den einen oder anderen emotionalen Moment in Toni, männlich, Hebamme: Baby im Korb, bei dem das Publikum schlucken muss. Insofern ist der erste Film nach der langen Sommerpause durchaus solide, auf dem Programmplatz bekommt man oft Schlimmeres zu sehen, auch wenn das hier sicherlich kein Höhepunkt deutscher Fernsehkunst ist.“